# Граматика Пор-Рояля
«Всезагальна та раціональна граматика Пор-Рояля» (фр. Grammaire générale et raisonnée de Port-Royal) – граматика Пор-Рояля видана французькими філософом і логіком Антуаном Арно та граматистом й логіком Клодом Лансло в 1660р. Перша спроба осмислити структуру та функціонування мови, показати єдність усіх мов, побудувати всеосяжну граматичну систему на основі узагальнення фактів конкретних мов. Повна назва книги: «Загальна раціональна граматика, що містить основи мистецтва мови, які викладені ясним і простою мовою; логічні основи всього того, що є спільного між усіма мовами, і головні відмінності між ними, а також численні нові зауваження з французької мови »

## Історичні передумови створення «Граматики Пор-Рояля»
- Граматика Пор-Рояля – ця невелика за обсягом книга, що вийшла першим виданням у Парижі в 1660 р., змінила напрямок у розвитку європейської лінгвістичної думки. Автори граматики – видатний логік і філософ-янсеніст А. Арно й граматист Кл. Лансло зуміли в стисло викласти основи нового підходу до граматики. Цей підхід заснований на аналізі мови з позицій «розуму», його можливостей і основних «операцій» (звідси визначення граматики як «раціональної»). Раціональний аспект мови відбиває, на думку авторів Пори-Рояля, загальне в будові всіх мов (звідси визначення граматики як «загальної»). Граматика Пори-Рояля поклала початок традиції «граматичної науки» і за її зразком в Європі XVIII початку XIX в. було описано багато європейських і неєвропейських мов.  Національна і мовна ситуація в пізньому Середньовіччі Європі мала дві особливості, які вплинули на розвиток подальших думок про мову. По-перше, Західна Європа не становила єдиної держави, а складалась із  безліччі держав, де в більшості розмовляли різними мовами. Тому жодна мова не могла бути універсальною, як латинь. Навіть в Англії, де в XI-XV ст. мовою знаті була французька, пізніше англійська мова, що увібрала багато французьких запозичень. По-друге, всі основні мови Західної Європи були генетичноспоріднені, належали до двох груп індоєвропейської сім’ї – романської та германської. В XVII в. ще активніше ведуться пошуки універсальних властивостей мови, тим більше що розширення міждержавних зв’язків і труднощі, пов’язані із процесом перекладу, пожвавлювали ідеї про створення «всесвітньої мови», загальної для всіх, а щоб створити її, треба було виявити властивості, якими володіють мови. На розвиток універсальних граматик впливав і інтелектуальний клімат епохи, зокрема, популярність раціоналістичної філософії Рене Декарта (Картезия) (1596-1650), хоча відоме завдяки Н. Хомскому найменування «картезіанські граматики» відносно граматики Пор-Рояля й подібних їй не цілком точне, «картезіанські» ідеї були присутні у Ф. Санчеса й інших ще до Р. Декарта. Мовознавство XVII в. в основному розвивалось двома шляхами: дедуктивним (побудова штучних мов) та індуктивним, пов’язаним зі спробою виявити загальні властивості реально існуючих мов. Не першим, але найвідомішим і популярним зразком індуктивного підходу стала так звана «Граматика Пор-Рояля», уперше видана в 1660 р. без вказівки імен її авторів Антуана Арно (1612-1694) і Клода Лансло (1615-1695)[3].

## Провідні ідеї
- |Автори «Граматики» підкреслювали, що мова створена людиною для потреб її мислення, і всі її форми відповідають формам і виявам розуму. Мовлення спирається на мову і обслуговує мислення. Головна ідея «Граматики» заснована на вченні Р. Декарта: істинним науки про мову є універсальні закономірності вираження думки в слові, зокрема в реченні. Теоретична ідея побудована за двома принципами: всезагальності та раціональності. «Всезагальна і раціональна граматика Пор-Рояля» - одна з перших праць лінгвофілософського характеру, і якій поставлено проблема співвідношення категорій мислення і мови. У ній з раціоналістичних позицій осмислюється питання взаємодії мовлиннєво-мисленнєвих процесів, механізми, які здійснюють синтез мисленнєвої та мовленнєвої діяльності.   |Автори виходили з ідеї існування спільної, логічної основи мови, від якої конкретні мови виходять тією, чи іншою мірою. Вони не могли проаналізувати всі мови, хоча наміром книги «встановити раціональні основи, спільні для всіх мов, і головні відмінності, які в них трапляються». Проаналізували тільки: грецьку, латинську, давньоєврейську, французьку, італійську, іспанську, англійську, німецьку мови. Це логіко-типологічна граматика, завдання зводилось до пошуків спільних мовних принципів. Орієнтація на латинський еталон була ще не цілком подолано у граматиці, що особливо помітно в розділі про відмінках і приводах. Хоча і сказано, що "з усіх мов тільки грецьку та латину мають відмінки імен в повному сенсі цього слова", але за еталон приймається латинська відмінкова система, саме вона визнається "логічного[4]

Мова у «Граматиці…» розглядається як знакова система, необмежена кількість знаків породжується з обмеженої кількості елементів звукотипів (фонем). Автори стверджують, що існують єдині і правила функціонування граматичної структури. Вони чітко розділяти формальну та граматичну структуру речення. Вартим уваги є положення про синонімію сталих виразів, один з яких є основним, а інші – його варіантами. Автори граматики вважають, що в мові все має бути підпорядковано логіці і доцільності: "Якщо логіка, оперуючи категоріями поняття, судження, умовиводу і доказу, формулює закони і принципи, необхідні для досягнення яких-небудь результатів, то завдання раціональної граматики полягає в тому, щоб сформулювати закони, які забезпечують вивчення як окремої мови, так і всіх мов світу ". А. Арно і К. Лансло вважають, що цього можна досягти, лише з'ясувавши шляхи і способи відображення в мові таких логічних категорій, як поняття, судження, умовивід Найбільш важливими виявляються розділи, присвячені порівняно периферійним питань: відносним займенників, прислівників, еліпсис і т.д Одне з найвідоміших місць книги - це фрагмент розділу про відносні займенниках, де аналізується фраза: "Невидимий бог створив видимий світ". З цього приводу Кочерган М. П. Загальне мовознавство / М. П. Кочерган., с. 35-37.|А. Арно і К. Лансло пишуть: "У моїй свідомості проходять три судження, які ув'язнені в цьому реченні. Бо я стверджую: 1) що Бог невидимий, 2) що він створив світ, 3) що світ бачимо. З цих трьох речень друге є основним і головним, у той час як перше і третє є підрядними, що входять в головне як його складові частини; при цьому перше пропозиція складає частину суб'єкта, а останнє - частина атрибуту цієї пропозиції. Отже, подібні придаткові пропозиції присутні лише в нашій свідомості, але не виражені словами, як у запропонованому прикладі. Проте часто ми висловлюємо ці пропозиції в мові. Для цього і використовується відносний займенник " .

## Структура
```
|«Граматика…» поділена на дві частини. Перша має назву «Слова як звуки» та складається з шести розділів. Друга частина називається «Слова як засіб вираження та передачі думок»; складається з 24 розділів. У цій частинні містяться положення про «основні операції мислення» (уявлення, судження, умовивід) і відповідні категорії мови .
]]
 Критика:]] [[і Н. Хомского «Картезианская лингвистика».|Ідеї які містяться в «Граматиці Пор-Рояля» і «Логіці Пор-Рояля» можна знайти в книзі Н. Хомского «Картезианская лингвистика». 
[
6
]
```